# Šporar
Šporar je priimek več znanih Slovencev:
- Andraž Šporar (*1994), nogometaš
- Ivan Šporar (1910—2003), agronom
- Marjan Šporar (*1949), agronom, pedolog
- Miha Šporar (*1972), nogometaš
- Miloš Šporar (*1976), košarkar
- Primož Šporar (*1971), pravnik, vodja Pravnoinformacijskega centra NVO
- Tatjana Šporar Bratuž (1946—2022), pianistka, klavirska pedagoginja